# Jakuti
Jakuti jsou turkické etnikum, žijící především v republice Sacha a jinde na východní Sibiři. Patří k nejpočetnějším domorodým etnikům Sibiře, dnes čítají až 510 000 lidí.

## Pojmenování a etymologie
Jakuti sami sebe nazývají Sacha, pl. Sachalar (Саха, Сахалар), což lze přeložit jako „Sluneční [lidé]“ nebo „Jasní [lidé]“. Někdy, zvláště v mýtech a lidové slovesnosti, používají Jakuti pro svůj národ i jiné, obrazné názvy jako Uranchaj Sacha nebo Ajyy ajmaga („spříznění s Nebešťany“). Označení Jakuti, běžně používané ve světových jazycích včetně ruštiny (Якуты) a angličtiny, vzniklo z evenkského označení Jaku, což znamená "koňští" a naráží na skutečnost, že Jakuti, na rozdíl od okolních etnik, chovajících především soby, odedávna chovají také koně. Jakuti preferují název Sacha.

## Historie

### Před příchodem Rusů
Jakuti se na své dnešní území přestěhovali z jižní Sibiře asi v 11.–14. století. Za jejich předky jsou nejčastěji pokládáni Kurykanové, sídlící v 6.–8. století v oblasti jihozápadně od Bajkalu. Nejstarší památkou na Jakuty jsou petroglyfy na skalách v povodí řeky Leny, zobrazující lovce, pastevce, bojovníky, šamany a zvířata. mezi nejznámější lokality, patří tzv. Lenské sloupy, pokládané jakutskými šamany za posvátné místo.
K migraci předků Jakutů z oblasti Bajkalu na sever docházelo ve více vlnách od 11. do 13. stol. Důvodem byl zřejmě tlak mongolských kmenů. Z jihu si Jakuti přivedli stáda skotu a koní a přinesli znalost metalurgie. Jakutské mýty a eposy vypráví o putování na sever pod vedením legendárních náčelníků Elleje a Omogoje. Jižní pravlast je v jakutské ústní tradici včetně eposů oloncho reflektována jako místo štěstí a hojnosti, kde sídlí přízniví duchové, kde v zimě nemrzne a odkud nemusejí na zimu odlétat jeřábi. Jakutské eposy a přísloví se zmiňují také o velbloudech a levhartech, kteří na severní Sibiři nežijí.

### Období ruské kolonizace
Na počátku 17. století začali na území Jakutů pronikat první Rusové kteří zde hledali zlato a začali s Jakuty obchodovat, hlavně s kožešinami. V těchto dobách začala kultura Jakutů rozkvétat. S Rusy však přišly i epidemie spalniček, neštovic a dalších chorob. V době příchodu Rusů byli Jakuti rozděleni na 35 až 40 teritoriálních skupin ulusů, které mezi sebou často bojovaly. Největší ulusy, například Kangalas, měly 2 000 až 5 000 lidí. V čele každého ulusu byl tojon (náčelník), který byl především válečným vůdcem. V době příchodu Rusů se vyznamenal jakutský tojon Tygyn Darchán, který se postavil útlaku kozáků. byl jimi však zajat a zavražděn. Ruská správa byla v 17. století velmi brutální a její podstatou bylo vymáhání jasaku – daně placené v kožešinách. Kozáckým velitelům a správním úředníkům, jako byl např. neblaze proslulý Petr Golovin (velitel Jakutska v letech 1640–45), šlo jen o to, aby z Jakutů a dalších domorodců vymohli co nejvíc kožešin, přičemž se nerozpakovali používat zastrašování, mučení či zabíjení rukojmích.
V 18. století Rusové tlak poněkud zmírnili, jakutští náčelníci dostali určitá privilegia, zároveň docházelo mezi Jakuty k pravoslavné misii a šíření znalosti zemědělství. Od konce 19. století vznikla jakutská literatura (básník Alexej Kulakovskij-Öksöküleech) a počátkem 20. století se projevilo národní obrození.

### Jakuti v sovětském období
Po abdikaci Mikuláše II. roku 1917 vytvořili jakutští představitelé vedení Jusupem Galibarovem JaKOB (Jakutský komitet pro obecnou bezpečnost) a pokusili se vyhlásit nezávislost. Následujícího roku však byl Jakutsk obsazen bolševiky a podřízen sovětské moci. V letech 1921–23 došlo k povstání Jakutů proti sovětské moci. Bylo iniciováno bělogvardějskými veliteli Michajlem Korobejnikovem a Anatolijem Pepeljajevem. Povstání bylo potlačeno Rudou armádou pod vedením generála Ivana Stroda, jemuž byl za toto vítězství udělen trojnásobný Řád rudého praporu. Nepokoje trvaly až do roku 1926, kdy byl Pepeljajev uvězněn. Paradoxem je, že Pepeljajev i Strod skončili stejně. Oba byli zastřeleni za stalinského teroru v roce 1938.
Za stalinské éry byla jakutská tradiční kultura vystavena násilné rusifikaci a tradiční hospodářství brutálně kolektivizováno. V té době byli Jakuti nuceni vzdát se tradičního způsobu života a přesidlováni do měst. Mnoho šamanů, ale i příslušníků vznikající jakutské inteligence, bylo popraveno nebo posláno do Gulagu. K obětem čistek patřili i antropolog Gavril Ksenofantov a spisovatel Platon Slepcov-Ojunskij.
Prezident Boris Jelcin se Jakutům za tuto politiku v roce 1994 oficiálně omluvil. Po roce 1992 se postavení Jakutů v rámci Ruské federace poněkud zlepšilo a jejich území získalo statut federativní republiky Sacha.

## Jazyk
Jakuti hovoří jakutštinou, která náleží do severovýchodní skupiny turkické větve altajské jazykové rodiny. Její postavení mezi ostatními turkickými jazyky je do značné míry izolované, protože se od společného kmene oddělila zřejmě již v 6. stol. n. l. Během svého vývoje byla ovlivněna mongolskými, tunguzskými a paleoasijskými jazyky, od 17. století rovněž ruštinou. V době příchodu Rusů byla jakutština rozšířeným komunikačním jazykem na celé východní Sibiři. V 19. a 20. stol. ji sice z tohoto místa vytlačila ruština, ale přesto jí dodnes kromě Jakutů hovoří také mnozí Evenkové, Evenové, Dolgani a Jukagirové. Psaná forma jakutštiny vznikla koncem 19. stol. a používá upravenou cyrilici. V současné době je jakutština úředním jazykem republiky Sacha. Mluvčí tohoto jazyka jsou však v současné době vesměs bilingvní a ovládají i ruštinu. Jakutská literatura vznikla již v 19. stol., kdy psal básník Alexej Kulakovskij, rozvoj zaznamenala až po roce 1920 v díle Gavrila Xenofantova a Platona Slepcova-Ojunského. Tito autoři ve svých dílech vycházeli hlavně ze staré šamanské mytologie a folklórních tradic. Autoři 2. pol. 20. stol., jako romanopisec Amma Aččygija nebo básník a dramatik Suorun Omolloon přinesli do jakutské literatury moderní žánry a realismus.

## Náboženství a mytologie

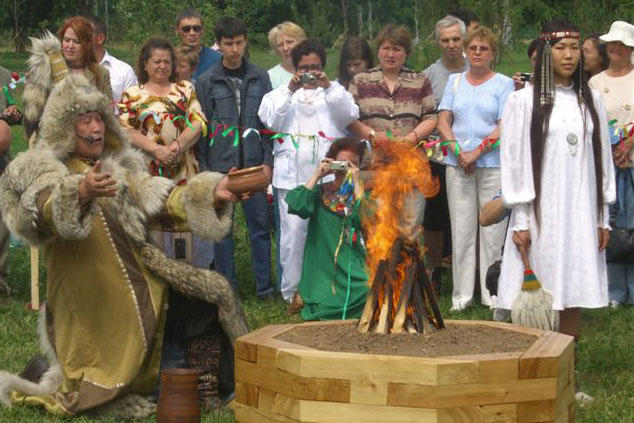
Jakutský šaman při obřadu krmení ohně (do ohně jsou vhazovány různé dary v podobě jídla, alkoholu a jiných)

Náboženství je dnes většinou pravoslavné křesťanství, ale většina Jakutů, kteří se formálně hlásí ke křesťanství, zachovává starší tradice, spojené se šamanstvím a původní mytologií. Od 90. let se navíc rozvíjí neošamanské a neopohanské kulty.
Svět v představách Jakutů se dělí na tři vrstvy: horní, střední a dolní. Horní nebeský svět (Üöhee Dojduu) obývají přízniví duchové ajyy i nebeští démoni abaahy, kteří způsobují bouře a duševní choroby. Střední svět (Orto Dojduu) obývají lidé, zvířata a místní duchové ičči. Dolní svět (Alara Dojduu) je říše podzemních démonů abaahy, kteří jsou zákeřnější a krutější než jejich nebeští příbuzní. Vypadají příšerně a způsobují epidemie i jiné nemoci nebo požírají lidi.
Nebešťané Ajyy jsou popisování jako příznivé bytosti a předkové lidí, patří mezi ně i nejvyšší božstvo-tvůrce Ürüng Aar Tojon a bohyně plodnosti Ajyyhyt a štěstí Ijeechsit. Pozemští duchové ičči jsou strážci pramenů, hor, tajgy, zvířat, rostlin a stromů, patří k nim vládce tajgy Bajanaj, duch ohně – Temirije, ochránce koní Ďehegej, zobrazovaný jako tvor podobný kentauru nebo bohyně stromů a rostlin Aan Alachčyn. Vládcem nebeských démonů je Uluu Suorun Tojon, který způsobuje bouřku a trestá provinění lidí, je také ochráncem šamanů. Podzemním démonům vládne Arsan Duolaj, chtonické božstvo smrti a nakažlivých nemocí.
Zachovaly se i prvky totemismu a uctívání zvířat. Jakutské rody měly své zvířecí ochránce či předky, toto zvíře bylo členům rodu zakázáno zabít. Mohl jím být orel, jeřáb, krkavec či jiný pták, ze savců los, medvěd, vlk. Při přísahách se Jakuti dovolávali medvěda jako spravedlivého tvora, který nenávidí lež a křivopřísežníka by jistě záhy zabil. Jakutský název medvěda ehe znamená zároveň i dědeček. Velký rituální význam má také kůň, milované zvíře Jakutů a symbol jejich kultury.

### Šamani a šamanství
Většinu rituálů tradičně vykonávají šamani. Každý mužský šaman oyun i ženská šamanka udangan nabýval schopností poté, co přestál iniciaci. Při ní adept zpravidla upadl do bezvědomí, přičemž měl vize vlastní smrti, vzkříšení a kojení nebo vychování v hnízdě. V některých případech jej zlí duchové rozsápali a jeho kosti oděli novým masem a novou kůží, načež se adept probral k novému životu. V průběhu iniciace se šamanovi zjevila zvířecí matka, která nastávajícího šamana během iniciační vize kojila nebo krmila v hnízdě (pokud se jednalo o ptáka). Zvířecí matka byla hlavním ochranným duchem, na něhož se šaman při rituálu obracel. Šamani měli i pomocné duchy – emeget, jejichž podoba je ztvárněna na ozdobách šamanova oděvu nebo namalována na jeho bubnu.
Podle toho, jestli dotyčný komunikoval s příznivými duchy ajyy nebo s démony, se rozlišovali černí a bílí šamani. Černý šaman měl za úkol komunikovat s démony, věštit a uzdravovat nemocné, bílé šamani celebrovali veřejné rituály, obřady spojené s plodností a dětmi. Černí šamani obětovali zvířata, bílí však živé tvory zabíjet nesměli a obětovali zpravidla mléčné produkty. Odlišoval se i jejich obřadní oděv, zejména výzdobou. Při rituálech se šaman dostával do změněného stavu vědomí pomocí bubnování a tance, měl vizi opuštění svého těla a letu do jiných světů.
Nejdůležitější šamanskou slavností je pro ně oslava letního slunovratu zvaná Ysyach (někdy přepisováno též jako Yhyach). Během Ysyachu se oslavuje příchod léta a počátek laktace hospodářských zvířat (zejména klisen). K tradicím patří kolový tanec ohuochaj, napodobující pohyb Slunce v průběhu roku, vyprávění eposů – Oloncho, hostina pod širým nebem, při níž se podává vařené maso a kumys, který se pije z vyřezávaných pohárů čoron, ale také tradiční sporty: zápas chapsagai, koňské dostihy, lukostřelba a kylyy – sport, jehož podstatou je skákání po jedné noze ze značky na značku.

### Rodinné obřady
K rodinným obřadům patří rituály spojené s těhotenstvím a narozením dítěte, svatební rituály a pohřební rituály. S těhotenstvím jsou tradičně spojena různá tabu, která mají nastávající matku chránit před zlými duchy. Věřilo se, že duši dítěte přináší bohyně Ajyyhyt, která ji v okamžiku početí vloží do mužova temene, odkud sestupuje po páteři do ženina lůna. Koncepce duše je značně složitá, hlavní složka duše se označuje jako ije kut „duše-matka“, dalšími složkami jsou buor kut „zemní duše“ a slagyn kut „vzdušná duše“, které řídí tělesné funkce. Samostatnou složkou je s)ur „intelekt, vědomí“. Narození dítěte bývala často přítomná šamanka, která také provedla následné obřady, spojené s obětováním másla a kumysu i s ochrannými kouzly. Svatba se prováděla po dohodě ženicha s rodinou nevěsty, ale dívka měla právo odmítnout ženicha, který se jí nezamlouval. Povinností ženicha bylo zaplatit za nevěstu rodičům výkupné – kalym ve formě domácích zvířat nebo hmotných darů (jídla, kovových předmětů, kožešin). Nevěsta přijížděla do domu ženicha v bohatém zimním oděvu (i pokud se svatba konala v létě), ozdobená šperky a přinášela do rodiny výbavu ve formě domácích zvířat, oděvů, nádobí a v případě náčelnických rodin i služebnictvo – kuluty. Součástí svatby je představení nevěsty ochranným duchům domu a domácího krbu. Pohřeb se prováděl co nejdřív po úmrtí. Vzhledem k tomu, že věčně zmrzlá půda bránila kopání hrobů, ukládali se mrtví obvykle na nadzemní lešení arangas, buď přímo nebo do dlabané dřevěné rakve. Mrtví s sebou dostávali oděv, boty, zásobu jídla, nůž, křesadlo a další věci, šamani často i svůj buben a plášť, někdy obětovali i nebožtíkova oblíbeného koně. Představy o posmrtném životě nejsou příliš jasné, většinou se hovoří o životě ve světě předků, který se podobá pozemskému životu, ale je šťastnější, bez nemocí, stáří a hladu, jsou však známé i představy o reinkarnaci. Zlí lidé se po smrti stávají přízraky üör, podobnými hladovým duchům v buddhismu.

## Tradiční způsob života

Vlajka republiky Sacha

Jakuti obývají nejchladnější místa na zemském povrchu, což ovlivnilo jejich způsob života.

### Tradiční společnost a rodina
Základem jakutské společnosti v době před ruskou kolonizací byl patrilineární rod (aga yyha). Rodiny byly většinou monogamní, náčelníci mívali někdy žen více. V některých případech hrála roli i matrilineární posloupnost (ije uuha), například v rodinách šamanů. Ženy měly poměrně svobodné postavení, mohly dědit majetek, často měly funkci šamanky a existují zprávy o ženských válečnicích. Postavení náčelníka (tojon) bylo dědičné, takže se dá mluvit o vznikající vrstvě aristokracie. Náčelník byl především soudce (jakutské sloveso tojonoo znamená „soudit“ nebo „rozhodovat“), případně válečný vůdce. Většina obyvatel byla osobně svobodná, ale byly mezi nimi velké majetkové rozdíly, projevující se početností stád domácích zvířat. Bokanové byli nemajetní lidé, kteří se na čas stávali služebníky nebo klienty náčelnických a bohatých rodin. Kuluti byli lidé v závislém postavení, dědiční sluhové v domácnosti, pomocníci a honáci, které bylo možno darovat. Proto se o nich někdy nepřesně mluví jako o otrocích. Lidé, kteří neměli vlastní domácí zvířata, se živili především rybolovem a sběrem rostlin, byli známi jako balyksyt (rybáři) a neměli plnoprávné postavení. Kubesové žili odděleně od ostatních, starali se o provádění pohřebních rituálů a vztahovala se na ně různá tabu. Podle některých názorů to byli vyvrženci, podobní starojaponským eta nebo indickým haridžanům, pravděpodobnější však je, že to byla rituální funkce. Po příchodu Rusů během 17. a 18. století získali někteří náčelníci ruské šlechtické tituly a postavení jejich poddaných se pak v mnohém podobalo situaci nevolníků na ruském venkově.

### Hospodářství a způsob obživy
Jakuti jsou tradičně pastevci, chovají jakutské koně a skot, na severu především soby. Sobi se chovají polokočovným způsobem, se stády se kočuje pouze v letním období, přezimuje se na zimních pastvinách. Koně a skot se chovají přes léto na pastvinách v blízkosti usedlostí a přezimují v ohradách, kde jsou krmeni senem. Skot trávil zimu v chlévě zvaném choton. Kvůli přezimování zvířat je velmi důležitá senoseč, prováděná v letních měsících tradičním nástrojem chotuur, což je něco mezi srpem a krátkou kosou.
Velký význam má rybolov, prováděný pomocí vrší, sítí i udic zejména v zimě pod ledem. Oblíbeným úlovkem jsou síhové, jeseteři, karasi, jelci nebo štiky. Přes léto hraje velkou roli sběr jedlých rostlin, hlavně bobulí borůvek, brusinek, klikvy, jahod, morušky, také plody střemchy, hložinky, jeřabiny, šípky, zatímco maliny podle tradice „patřily medvědovi“. Oblíbené jsou také limbové oříšky. Z dalších jedlých rostlin sbírají oddenky šmelu okoličnatého, mochny husí a krvavce totenu, různé zelené natě jako je potočnice, lžičník a medvědí česnek, ale také lýko mladých větví borovic a modřínů, které jedí vařené s mlékem nebo s podmáslím. Méně významný je lov, prováděný v minulosti luky, šípy a oštěpy, dnes ručnicí. Oblíbenou kořistí je los a vodní ptáci, zvláště divoké husy a kachny. K lovu kožešinové zvěře, tetřevů a zajíců dodnes slouží pes jakutská lajka a různé pasti, hlavně oka a samostříly na principu kuše nebo tzv. čerkan, což je luk spojený s paličkou. Pokud zvíře zavadí o spoušť, tětiva luku vymrští paličku a ta zvířeti zlomí vaz. Čerkanem se loví hlavně soboli a jiné drobné šelmy, veverky a zajíci. Naproti tomu samostřílem lovili Jakuti vlky, medvědy, dokonce i divoké soby nebo losy. V 18.–19. století se rozšířilo pod vlivem Rusů zemědělství, hlavně pěstování žita a ječmene, později i brambor, ujalo se však jen na některých místech.

### Strava
Jakutská kuchyně je velmi jednoduchá. Hlavními surovinami jsou mléko a mléčné výrobky, maso, ryby a volně rostoucí rostliny, v současné době ale i pečivo – sladké lívance alaďyy a obilné kaše salamat, oblíbeným nápojem je zejména kumys z kobylího mléka. Z kravského nebo sobího mléka se vyrábí sýry, tvaroh, máslo, šlehačka, podmáslí, zakysaná smetana, syrovátka a kyška. Přebytky mléka se mrazí v jamách, vykopaných až na věčně zmrzlou půdu, v zimě se z nich podle potřeby usekává sekerou. Stejně uchovávají Jakuti i ostatní domorodí Sibiřané také maso. Maso a ryby se nejčastěji vaří, někdy také pečou na rožni. Ryby a játra Jakuti jedí i zasyrova, zmrazené a nakrájené na tenké plátky. Jí se také sušené maso. Z vnitřností se připravují například jelita, plněná směsí krve, loje a smetany (chaan).

### Obydlí

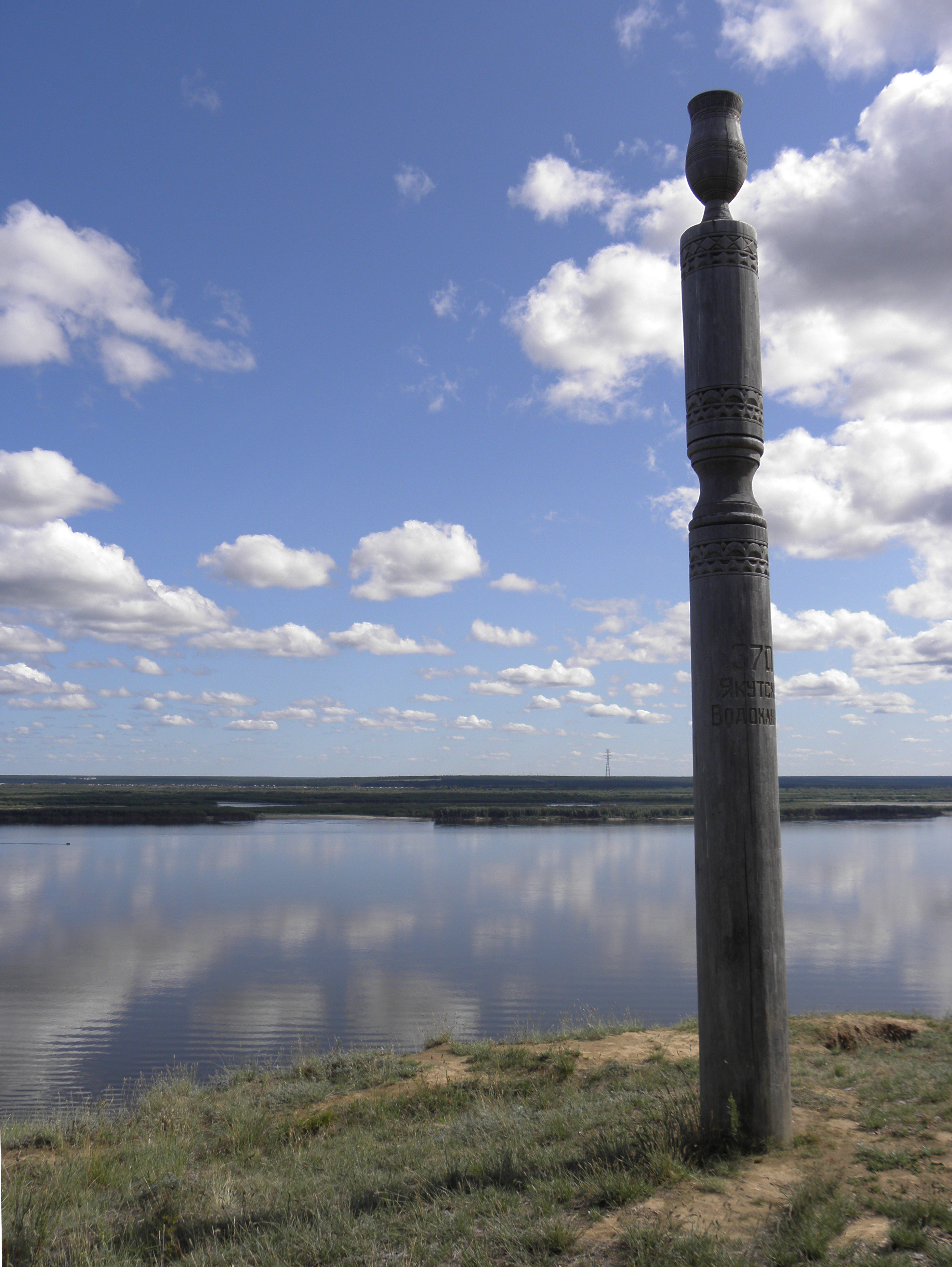
Kůl serge

Jakutské usedlosti tradičně leží daleko od sebe, aby si obyvatelé v tvrdých podmínkách vzájemně nekonkurovali. Preferovaným typem sídelní krajiny jsou louky (alaas) na březích řek nebo jezer, často podmáčené, určené k pastvě zvířat i k senoseči. Teprve po příchodu Rusů se začaly stavět hromadné osady, tvořené srubovými domy ruského typu. Zimním obydlím Jakutů byl balaghan, polopodzemní stavení ze dřeva a nepálených cihel, obložené drny a zastřešené drnovou střechou. V centru interiéru je ohoch, hliněný krb s dřevěným komínem, blízko něj stojí stůl sandaaly a kolem stěn se nacházejí lavice oron, na nichž se přes den sedí a v noci spí. Malá okna byla kryta plátky slídy nebo v zimním období dokonce kusy čirého ledu, později sklem. Součástí balaganu je srubový chlév choton, kde přezimují krávy, březí klisny a rodičky s malými hříbaty. Kolem obydlí se nacházejí ohrady, stohy sena a menší dřevěné stavby jako kůlny, zásobárny, suchý záchod apod. Před dveřmi stojí jeden nebo několik vyřezávaných kůlů serge, k nimž si hosté přivazují své koně. Při každé svatbě v rodině bylo zvykem vztyčit další serge. Sloupy jsou symbolem pohostinství, ale zároveň i obřadním místem rodiny. Obdobné kůly označují také posvátná místa. Variantou balaghanu je babaaryna – dřevěný srub s osmiúhelníkovým půdorysem.
Přes léto se Jakuti v minulosti přesouvali na letní pastviny, kde žili v kónických stanech, pokrytých pláštěm z březové kůry. Kostru tvoří mladé kmínky a plášť je zpevněn horizontálními dřevěnými obručemi. Tyto stany se jakutsky nazývají uraha a mají poněkud jiný tvar než známější evenkský stan čum. V průběhu 20. století však převládly domy ruského typu.

### Tradiční kalendář
Jakutský rok začíná na jaře, v druhé půli května a dělí se na dvanáct lunárních měsíců. Zatímco letní měsíce se nazývají podle činností, které v tomto období lidé vykonávají, zimní měsíce mají pouze číselné označení, podobně jako u starých Ujgurů nebo Chakasů.
Názvy měsíců jsou:
- Yam yja „měsíc mléka“ – květen–červen
- Bes yja „měsíc borovic“ – červen–červenec, v tomto měsíci se slaví slavnost Yhyach
- Ot yja „měsíc trávy“ – červenec–srpen
- Atyrdžach yja „měsíc sušení sena“ – srpen–září
- Balaghan yja „měsíc zimního domu“ – září–říjen, nastává stěhování z letních pastvin a stanů do zimního obydlí
- Altynňy „šestý“ – říjen–listopad
- Setinňi „sedmý“ – listopad–prosinec
- Achsynňy „osmý“ – prosinec–leden
- Tochsunňu „devátý“ – leden–únor
- Olunňu „desátý“ – únor–březen
- Kulun tutar yja „měsíc rození hříbat“ – březen–duben
- Muus ustar yja „měsíc tání ledu“ – duben–květen, míněno je tání ledu na řekách

### Doprava
Před příchodem Rusů Jakuti nepoužívali vozy ani jiná kolová vozidla. V zimě se k dopravě tradičně používají sáně olok tažené koňmi, soby nebo skotem, přes léto se na těchto zvířatech jezdí nebo jsou užívána jako soumaři. Především lovci v zimním období používají krátké, široké lyže, zpravidla podbité pásy koňské nebo sobí kožešiny se sestříhanými chlupy. Jakuti je zřejmě převzali od Evenků. K dopravě po řekách se tradičně užívají buďto tuos tyy – kanoe s dřevěnou kostrou potaženou březovou kůrou nebo loďka ongočo dlabaná z jednoho kmene, oba typy lodí se ovládají pádlem erdii.  V průběhu 20. století se v zimní období prosazují sněžné skútry, případně i terénní automobily, s nimiž Jakuti v zimě s oblibou jezdí po zamrzlých řekách.

### Oděv

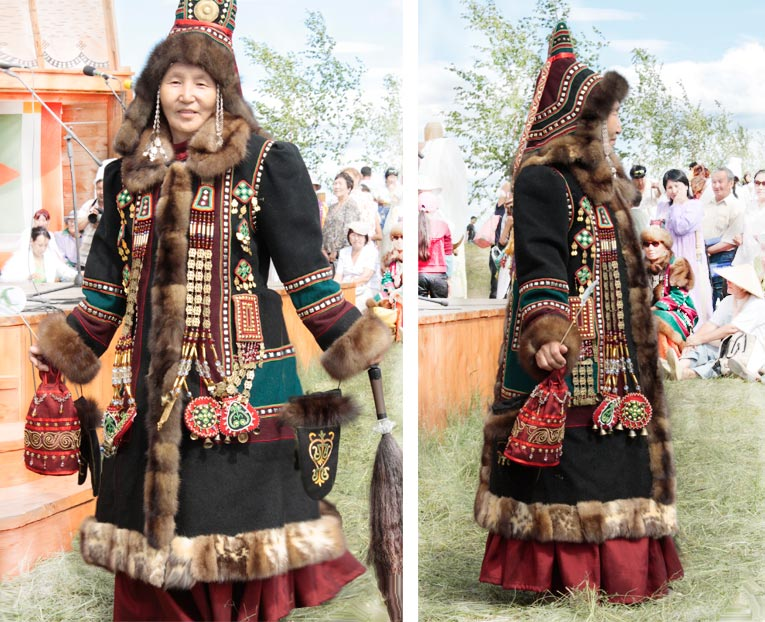
Jakutská žena v zimním oděvu

Tradiční oděv Jakutů se vyrábí z kůží (jelenice, semiš) a kožešin. Mezi mužským a ženským oděvem byly poměrně malé rozdíly. Základ tvoří kožená košile a krátké kalhoty suturuo, přes něž se nosí kožešinový kabátec son srstí dovnitř a v zimě i kožešinová vesta srstí nahoru. Oděv doplňují v létě kožené boty unty a v zimě vysoké kožešinové boty s přizvednutou špičkou torbazy. Pokrývkou hlavy je u žen v létě čelenka nebo vysoká kožešinová čepice s dýnkem ďabaka, u mužů čepice s kožešinovým lemem bergehe. V zimě se nosí čepice ušanka, často z kožešiny psů a rosomáků. Čepice mají různý tvar, například jsou ušité z kožešiny ze zvířecí hlavy s ponechanýma ušima nebo nahoře vybíhají do dvou rohů (podobně jako čapky Sámů). V zimě jsou nepostradatelné palčáky a kožešinová šála kolem krku.
Vlasy nosí muži většinou krátké, v minulosti i polodlouhé nebo naopak vyholenou hlavu s několika ponechanými prameny vlasů. Svobodné dívky nosí tradičně dva copy, vdané ženy jeden tlustý cop. Oděv je zdoben korálky, kovovými knoflíky, sponami, u žen i stříbrnými medailony tuchsata. Ženský oděv je tradičně ozdobnější, čepice má jiný tvar a kabátec bývá delší než u mužů.

## Folklór
Jakuti mají velice pestrý folklór, který se dochoval do současnosti v poměrně uceleném stavu. V jižní části území Jakutů se objevuje více shod s mytologií a folklórem etnických skupin jižní Sibiři (Burjati, Tuvinci) a Mongolska. Naproti tomu představy severních Jakutů vykazují shody spíše s tradicemi Evenků, Jukagirů a Dolganů. Existuje mnoho písní, pohádek a tanců, ale nejznámějším a vrcholným dílem jejich ústní tradice jsou eposy Oloncho, které pojednávají o bojích legendárních válečníků s démony a nebo o vlastnostech a moci jednotlivých duchů.